# مت اولمستد
مت اولمستد (به انگلیسی: Matt Olmstead) نویسنده و تهیه‌کننده آمریکایی است.

## زندگی‌نامه
او از دانشگاه ایالتی کالیفرنیا در چیکو فارغ‌التحصیل شده‌است.او در کالج علوم انسانی و هنرهای زیبا خوانده است.او برای نویسندگی به هالیوود رفت و برای اولین کارش یک قسمت از سریال NYPD Blue را نوشت.

## کارنامه
- فرار از زندان:نویسنده ۱۳ اپیزود، از فصل ۱-۴
- قاضی کور:نویسنده ۵ اپیزود
- NYPD Blue:نویسنده و تهیه‌کننده ۷۱ قسمت
- پادشاهان فرار:نویسنده